# Monsieur Philibert Rivière
Monsieur Philibert Rivière est un portrait peint par Jean-Auguste-Dominique Ingres, entre 1804 et 1805. Premier de la série des portraits de la famille Rivière dont l'ensemble est exposé au Salon de 1806. Le tableau représente Philibert Rivière de L'Isle, haut fonctionnaire du Premier Empire, et jurisconsulte de la cour impériale. Par son style moins novateur que ceux de Madame Rivière (son épouse) et Mademoiselle Rivière (leur fille), ce portrait fait référence dans la pose et le traitement de la figure, aux portraits peints à l'époque du Directoire par Jacques-Louis David tels ceux de Monsieur Sériziat et de Gaspar Mayer. Le tableau appartient aux collections du musée du Louvre.